# Буле-Мозель (округ)
Буле-Мозель (фр. Boulay-Moselle) — упразднённый округ во Франции, один из округов в регионе Лотарингия, департамент Мозель. Супрефектура — Буле-Мозель.
Численность населения округа в 2006 году составляла 76 965 человек. Плотность населения составляла 107 чел./км². Площадь округа — 722 км².
Округ упразднён в декабре 2014 года, на основании Декрета № 2014—1721 от 29 декабря 2014 года и с 1 января 2015 года объединён с округом Форбак в новый округ Форбак — Буле-Мозель в качестве административного центра для 169 коммун департамента Мозель.

## Кантоны
До своего упразднения включал в себя кантоны:
- Буле-Мозель (центральное бюро — Буле-Мозель)
- Бузонвиль (центральное бюро — Бузонвиль)
- Фолькемон (центральное бюро — Фолькемон)